# Alexander Borissowitsch Lebsjak
Alexander Borissowitsch Lebsjak (russisch Александр Борисович Лебзяк; * 15. April 1969 in Donezk) ist ein russischer Boxtrainer und ehemaliger Boxer.

## Leben
Lebsjak wurde als Sohn des Grubenarbeiters Boris Jakowlewitsch (* 1939) und Larissa Wassiljewna (* 1941) im ukrainischen Donezk geboren. Er hat einen älteren Bruder namens Sergei Borissowitsch (* 1962), ist verheiratet mit Irina Wladimirowna (* 1970) und Vater zweier Töchter: Tatjana (* 1987) und Anna (* 1993).

## Amateur
Lebsjaks erster internationaler Erfolg als Amateurboxer war 1987 der Gewinn der Juniorenweltmeisterschaft in Havanna im Halbmittelgewicht. Dort schlug er unter anderem den Vertreter der DDR, Andreas Liebing, der seinerseits zuvor Roy Jones Jr. besiegt hatte. Zwischen 1987 und 1989 leistete er seinen Wehrdienst in der Roten Armee.

### Olympische Spiele
Lebsjak nahm in seiner langjährigen Amateurlaufbahn an drei Olympischen Spielen teil. Bei den Spielen 1992 in Barcelona scheiterte er als Vertreter der GUS in der Mittelgewichtsklasse bereits im Achtelfinale durch eine Punktniederlage am späteren US-amerikanischen Silbermedaillengewinner Chris Byrd. Auch bei den Olympischen Spielen 1996 in Atlanta blieb er, mittlerweile für Russland antretend, erfolglos: schon im Viertelfinale verlor er nach Punkten gegen den späteren Goldmedaillengewinner Ariel Hernández aus Kuba.
Im Mittelgewicht, der Klasse bis 75 kg, blieben die Siege bei den bedeutenden Turnieren aus. Als Grund dafür erkannte Lebsjak den Substanzverlust infolge des ständigen Abkochens, um das Gewichtslimit nicht zu überschreiten. Er wechselte daraufhin 1997 in das Halbschwergewicht (81 kg) und wurde durch die sich nun einstellenden Erfolge bestätigt.
2000 in Sydney gelang ihm schließlich in dieser Klasse der Olympiasieg, er gewann dabei unter anderem vorzeitig gegen Danny Green und im Finale nach Punkten den Tschechen Rudolf Kraj.

### Weltmeisterschaften
Die Amateurweltmeisterschaften 1991 in Sydney beendete er als Zweiter. Nach Siegen gegen Sven Ottke und Ramón Garbey zog er in das Finale ein, musste sich da jedoch dem Italiener Tommasso Russo geschlagen geben. Bei der WM 1993 in Tampere verlor er schon früh im Turnier gegen Sven Ottke. An dem Turnier im Jahr 1995 nahm er nicht teil. 1997 in Budapest konnte er sich dann als Halbschwergewichtler den Weltmeistertitel sichern.

### Europameisterschaften
Lebsjak boxte in seiner Karriere außerdem bei fünf Europameisterschaften und erreichte dabei immer Podestplatzierungen. 1991 in Göteborg belegte er bei seiner ersten EM-Teilnahme einen dritten Platz, er unterlag im Halbfinale gegen Ottke. 1993 in Bursa drang er bis in das Finale vor, verlor den Endkampf aber gegen Dirk Eigenbrodt.
Bei den Europameisterschaften 1996 in Vejle scheiterte er wiederum im Halbfinale am Ungarn Zsolt Erdei und musste sich mit einem erneuten dritten Platz zufriedengeben. Nach seinem Aufstieg vom Mittel- in das Halbschwergewicht gewann er dann allerdings die folgenden zwei kontinentalen Titelkämpfe: 1998 in Minsk, mit Siegen über Torsten Bengtson und Tomasz Adamek, und im Jahr 2000 in Tampere. Bei beiden dieser Europameisterschaften bekam er den Ehrenpreis für den besten gewichtsklassenübergreifenden Boxer im ganzen Turnier.

### Weitere Erfolge
- Goodwill Games – Dritter 1990 (Halbfinalniederlage gegen Torsten Schmitz) und 1994 (Halbfinalniederlage gegen Ariel Hernández)
- Militärweltmeisterschaften – Sieger 1994 (Finalsieg gegen Dirk Eigenbrodt), 1995 und 1999
- Sowjetischer Meister 1990, sechsfacher Russischer Meister

## Profi
Nach den Olympischen Spielen 2000 schlug er diverse Angebote, in das Profilager zu wechseln, aus. Er hatte sich schon seit längerer Zeit dazu entschieden, im Anschluss an seine Karriere Trainer zu werden. Dennoch hatte er einen Auftritt als Profiboxer. Am 21. September 2001 kämpfte er in Taschkent auf einer Veranstaltung, bei der unter anderem auch Ruslan Chagayev und Ross Puritty boxten, im Cruisergewicht gegen den US-Amerikaner Stacy Goodson und gewann durch technischen K. o. in der ersten Runde.

## Trainer
In den Jahren 2002 bis 2004 war Lebsjak als Trainer bei den russischen Streitkräften beschäftigt, seit 2005 ist er Trainer der russischen Nationalstaffel und hat bei der Europameisterschaft 2006 in Plovdiv mit seinen Boxern in neun von elf Gewichtsklassen gewonnen.